# Хазаи, Мохаммад
Мохаммад Хазаи (перс. محمد خزاعی‎, род. 12 апреля 1953, Кашмер, Иран) — постоянный представитель Ирана при ООН (2007-2015), вице-председатель 66-й сессии Генеральной Ассамблеи ООН (14 сентября 2011 — 17 сентября 2012), заместитель министра экономики и финансов Ирана по делам развития.

## Биография
Мохаммад Хазаи имеет степень бакалавра бизнес-администрирования в университете Гиляна (Иран) и степень магистра по международным сделкам в университете Джорджа Мейсона (США). Преподавал макроэкономику и философию в тегеранском университете им. Алламе Табатабаи.
Был членом иранского парламента (1981-1988), где выступал докладчиком от экономического комитета (1982-1988) и комитета банковских реформ (1981-1982). С 1988 по 2002 год был представителем Ирана во Всемирном банке.
В 2007 году Хазаи был назначен постоянным представителем Ирана при ООН, 25 июля он вручил верительную грамоту генеральному секретарю ООН Пан Ги Муну. В 2014 году Мохаммада Хазаи должен был сменить Хамид Абуталеби, однако ему было отказано в визе американскими властями. Следующим постоянным представителем Ирана стал Голамали Хошру уже в 2015 году.
Женат, имеет троих детей.